# Till the World Ends
"Till the World Ends" là một bài hát của nghệ sĩ thu âm người Mỹ Britney Spears nằm trong album phòng thu thứ bảy của cô, Femme Fatale. Nó được sáng tác bởi Kesha Sebert, Lukasz "Dr. Luke" Gottwald, Alexander Kronlund, và Max Martin. Gottwald, Martin và Billboard sản xuất bài hát, trong khi phần xử lý giọng hát được thực hiện bởi Emily Wright. Ngày 2 tháng 3 năm 2011, bìa đĩa đơn và một đoạn ngắn của bài hát đã bị tung lên mạng, và nó đã bị rò rỉ toàn bộ trên mạng vào ngày 3, trước khi được chính thức phát hành vào ngày hôm sau, như là đĩa đơn thứ hai trích từ Femme Fatale. "Till the World Ends" là một bản uptempo dance-pop và electropop trên nền nhạc điện tử. Bài hát mở đầu với tiếng còi báo động, bên cạnh các yếu tố của trance và Eurodance, với nội dung đề cập việc Spears hát và nhảy múa cho đến khi thế giới kết thúc. "Till The World Ends" nhận được những phản ứng tích cực từ các nhà phê bình âm nhạc, trong đó họ gọi nó là một bản nhạc dance hấp dẫn, và so sánh nó với các tác phẩm của Kesha và Enrique Iglesias.
Bài hát đã được phối lại với phiên bản khác nhau, nổi bật nhất là Femme Fatale Remix, với sự tham gia góp giọng của rapper Nicki Minaj và Kesha, được phát hành vào ngày 25 tháng 4 năm 2011. Phiên bản này có thêm giọng rap của Nicki ở đoạn đầu, giọng hát mới của Kesha và một đoạn dubstep. Nó cũng nhận được đánh giá tích cực từ các nhà phê bình, khen ngợi sự ăn ý của bộ ba và phần rap Minaj. "Till The World Ends" là một đĩa đơn thành công về mặt thương mại, lọt vào top 10 ở nhiều thị trường âm nhạc lớn, bao gồm Úc, Pháp, Ireland, New Zealand, Thụy Điển và Thụy Sĩ. Phiên bản The Femme Fatale Remix cũng giúp bài hát vươn lên top 5 trên các bảng xếp hạng ở Canada và Hoa Kỳ. Đây cũng là bài hát thành công nhất của Spears trên sóng radio tại Hoa Kỳ, với lượng thính giả lúc cao nhất lên tới gần 100 triệu người. Tuy nhiên, "Till The World Ends" đã trở thành bài hát có thứ hạng thấp thứ hai của cô ở Vương quốc Anh.
Video của bài hát được đạo diễn bởi Ray Kay và phát hành vào ngày 6 tháng 4 năm 2011, trong đó Spears tham gia một bữa tiệc khiêu vũ dưới lòng đất vào ngày 21 tháng 12 năm 2012 (ngày tận thế theo lịch của người Maya). Nhiều nhà phê bình lưu ý những điểm tương đồng giữa nó với video ca nhạc "I'm a Slave 4 U" (2001), nhưng chủ yếu khen ngợi về nó. Một phiên bản vũ đạo của "Till the World Ends" cũng được phát hành vào ngày 15 tháng 4 năm 2011. Video đã được đề cử cho 2 hạng mục tại lễ trao giải Video âm nhạc của MTV 2011, và chiến thắng giải Video Pop xuất sắc nhất. Spears đã trình diễn bài hát trên nhiều chương trình truyền hình, như Good Morning America và Jimmy Kimmel! Live, cũng như trình diễn cùng Minaj tại giải thưởng Âm nhạc Billboard 2011. Cô cũng trình diễn bài hát như là bài hát kết thúc cho chuyến lưu diễn Femme Fatale Tour (2011) và Britney: Piece of Me (2013-17).

## Phiên bản phối lại
Bản remix chính thức của "Till the World Ends" có tên là The Femme Fatale Remix, hợp tác với Ke$ha và Nicki Minaj, được tuồn lên mạng vào 22 tháng 4 năm 2011. Cùng ngày hôm đó, ba bản đếm ngược đến ngày phát hành ca khúc đã được xuất hiện trên trang web chính thức của Spears, Kesha và Minaj. Bản remix này được chính thức phát hành kĩ thuật số trên iTunes vào 25 tháng 4 năm 2011. Cùng ngày hôm đó, Spears đăng tải bìa đĩa chính thức của bản remix này lên trang Twitter của cô. Trong bản remix có một quãng ngắt ngắn, quãng ngắt này gợi nhớ tới quãng ngắt trong "Hold It Against Me".

## Danh sách bài hát và định dạng
| - Tải kĩ thuật số 1. "Till the World Ends" – 3:58 - EP Remix kĩ thuật số 1. "Till the World Ends" – 3:58 2. "Till the World Ends" (The Bloody Beetroots Extended Remix) – 4:06 3. "Till the World Ends" (White Sea Extended Club Remix) – 4:50 4. "Till the World Ends" (Kik Klap Radio Remix) – 3:41 5. "Till the World Ends" (Alex Suarez Radio Remix) – 3:56 6. "Till the World Ends" (Friscia and Lamboy Club Remix) – 9:57 7. "Till the World Ends" (Varsity Team Radio Remix) – 4:15 8. "Till the World Ends" (Karmatronic Extended Club Remix) – 6:47 - Đĩa đơn CD tại Đức 1. "Till the World Ends" – 3:57 2. "Till the World Ends" (bản không lời) – 3:57 - Đĩa đơn CD tại Pháp 1. "Till the World Ends" – 3:57 2. "Till the World Ends" (The Femme Fatale Remix) hợp tác với Nicki Minaj và Kesha – 4:44 - Tải kĩ thuật số (The Femme Fatale Remix) 1. "Till the World Ends" (The Femme Fatale Remix) [hợp tác với Nicki Minaj và Kesha] — 4:44 - Tải kĩ thuật số (Culture Shock Remix) 1. "Till the World Ends" (Culture Shock Remix) — 4:02 - Tải kĩ thuật số (Twister Remix) 1. "Till the World Ends" (Twister Remix) — 4:19 - Tải kĩ thuật số (EP) 1. "Till the World Ends" — 3:58 2. "Till the World Ends" (bản không lời) — 3:58 3. "Till the World Ends" (Billionaire Extended Remix) — 5:20 4. "Till the World Ends" (Video) — 3:55 | - Tải kĩ thuật số (The Femme Fatale Four Pack) 1. "Till the World Ends" (The Femme Fatale Remix) [hợp tác với Nicki Minaj và Kesha] — 4:44 2. "Till the World Ends" (Culture Shock Remix) — 4:02 3. "Dance Till the World Ends" (Video) — 3:52 4. "Till the World Ends" (Culture Shock Remix) [Video] — 3:59 - Tải kĩ thuật số (The Remixes) 1. "Till the World Ends" — 3:58 2. "Till the World Ends" (Bloody Beetroots Extended Remix) — 4:06 3. "Till the World Ends" (White Sea Extended Club Remix) — 4:50 4. "Till the World Ends" (Kik Klap Radio Remix) — 3:41 5. "Till the World Ends" (Alex Suarez Radio Remix) — 3:56 6. "Till the World Ends" (Friscia and Lamboy Club Remix) — 9:57 7. "Till the World Ends" (Varsity Team Radio Remix) — 4:15 8. "Till the World Ends" (Karmatronic Extended Club Remix) — 6:47 - Tải kĩ thuật số (The UK Remixes) 1. "Till the World Ends" — 3:58 2. "Till the World Ends" (Gareth Wyn Remix) — 6:25 3. "Till the World Ends" (Olli Collins + Fred Portelli Remix) — 6:01 4. "Till the World Ends" (Billionaire Extended Remix) — 5:20 5. "Till the World Ends" (Billionaire Radio Remix) — 2:58 |

## Xếp hạng và chứng nhận
| Bảng xếp hạng (2011)                        | Xếp hạng cao nhất |
| ------------------------------------------- | ----------------- |
| Úc (ARIA)                                   | 8                 |
| Áo (Ö3 Austria Top 75)                      | 43                |
| Bỉ (Ultratop 50 Flanders)                   | 12                |
| Bỉ (Ultratop 50 Wallonia)                   | 6                 |
| Brazil (Billboard Hot 100)                  | 19                |
| Brazil (Billboard Hot Pop Songs)            | 3                 |
| Canada (Canadian Hot 100)                   | 4                 |
| Cộng hòa Séc (Rádio Top 100)                | 19                |
| Đan Mạch (Tracklisten)                      | 7                 |
| Phần Lan (Suomen virallinen lista)          | 6                 |
| Pháp (SNEP)                                 | 5                 |
| Đức (GfK)                                   | 27                |
| Hy Lạp (Billboard Greek Airplay)            | 13                |
| Ireland (IRMA)                              | 7                 |
| Ý (FIMI)                                    | 30                |
| Nhật Bản (Japan Hot 100)                    | 52                |
| Lebanon (Lebanese Top 20)                   | 14                |
| Mexico Ingles Airplay (Billboard)           | 6                 |
| Hà Lan (Single Top 100)                     | 29                |
| New Zealand (RIANZ)                         | 10                |
| Na Uy (VG-lista)                            | 2                 |
| Ba Lan (ZPAV)                               | 1                 |
| Scotland (OCC)                              | 17                |
| Slovakia (IFPI)                             | 8                 |
| Nam Triều Tiên (GAON) (International Chart) | 1                 |
| Tây Ban Nha (PROMUSICAE)                    | 11                |
| Thụy Điển (Sverigetopplistan)               | 4                 |
| Thụy Sĩ (Schweizer Hitparade)               | 7                 |
| Anh Quốc (OCC)                              | 21                |
| Hoa Kỳ Billboard Hot 100                    | 3                 |
| Hoa Kỳ Adult Pop Airplay (Billboard)        | 19                |
| Hoa Kỳ Dance Club Songs (Billboard)         | 1                 |
| Hoa Kỳ Pop Airplay (Billboard)              | 4                 |
| Hoa Kỳ Rhythmic (Billboard)                 | 9                 |

| Bảng xếp hạng (2011)                 | Vị trí |
| ------------------------------------ | ------ |
| Australian Singles Chart             | 71     |
| Belgian Singles Chart (Flanders)     | 45     |
| Belgian Singles Chart (Wallonia)     | 21     |
| Canadian Hot 100                     | 26     |
| Croatian Airplay Radio Chart         | 29     |
| Danish Singles Chart                 | 50     |
| France Singles Chart                 | 26     |
| Israeli Airplay Chart                | 41     |
| Lebanese Airplay Chart               | 13     |
| Spanish Singles Chart                | 37     |
| Spanish Singles Chart (Airplay)      | 20     |
| Sweden Singles Chart                 | 51     |
| Swiss Singles Chart                  | 49     |
| South Korea Gaon International Chart | 58     |
| UK Singles Chart                     | 143    |
| US Billboard Hot 100                 | 27     |
| US Billboard Digital Songs           | 26     |
| US Billboard Pop Songs               | 16     |
| US Billboard Radio Songs             | 25     |
| US Hot Dance Club Songs (Billboard)  | 17     |

## Chứng nhận
| Quốc gia                                                                           | Chứng nhận  | Số đơn vị/doanh số chứng nhận |
| ---------------------------------------------------------------------------------- | ----------- | ----------------------------- |
| Úc (ARIA)                                                                          | 2× Bạch kim | 140.000^                      |
| Bỉ (BEA)                                                                           | Vàng        | 15.000*                       |
| Đan Mạch (IFPI Đan Mạch)                                                           | Vàng        | 15,000^                       |
| Ý (FIMI)                                                                           | Bạch kim    | 30.000*                       |
| México (AMPROFON)                                                                  | Vàng        | 30,000*                       |
| New Zealand (RMNZ)                                                                 | Vàng        | 7.500*                        |
| Thụy Điển (GLF)                                                                    | 3× Bạch kim | 60.000‡                       |
| Thụy Sĩ (IFPI)                                                                     | Vàng        | 15.000^                       |
| Hoa Kỳ (RIAA)                                                                      |             | 3,000,000                     |
| Trực tuyến                                                                         |             |                               |
| Đan Mạch (IFPI Đan Mạch)                                                           | Vàng        | 50,000^                       |
| * Chứng nhận dựa theo doanh số tiêu thụ. ^ Chứng nhận dựa theo doanh số nhập hàng. |             |                               |

## Lịch sử phát hành
| Quốc gia       | Ngày                | Định dạng                         | Nhãn hiệu    |
| -------------- | ------------------- | --------------------------------- | ------------ |
| Mỹ             | 4 tháng 3 năm 2011  | Ra mắt trên radio                 | Jive Records |
| Mỹ             | 4 tháng 3 năm 2011  | Tải kĩ thuật số                   | Jive Records |
| Mỹ             | 4 tháng 3 năm 2011  | Tải kĩ thuật số                   | Jive Records |
| Vương quốc Anh | 4 tháng 3 năm 2011  |                                   | Jive Records |
| Mỹ             | 7 tháng 3 năm 2011  | Mainstream radio                  | Jive Records |
| Đức            | 11 tháng 3 năm 2011 | Tải kĩ thuật số                   | Jive Records |
| Đức            | 15 tháng 4 năm 2011 | Đĩa đơn CD                        | Jive Records |
| Mỹ             | 15 tháng 4 năm 2011 | Tải kĩ thuật số – phiên bản remix | Jive Records |
| Brazil         | 18 tháng 4 năm 2011 | Tải kĩ thuật số – phiên bản remix | Jive Records |
| Mỹ             | 22 tháng 4 năm 2011 | Tải kĩ thuật số – đĩa đơn remix   | Jive Records |